# لازها
لازها (به لازی ლაზი یا ლაზეფე لازپه) یک گروه قومی از مردمان کارتولی و بومیان سواحل دریای سیاه در مرز دو کشور گرجستان و ترکیه هستند. لازها یکی از قبایل اصلی پادشاهی باستانی کولخیس هستند. در ابتدا بسیاری از لازها مسیحی شدند و سپس بیشتر آن‌ها در دوران حکومت عثمانی‌ها در قفقاز در قرن ۱۶ میلادی به اسلام سنی گرویدند. همچنین گروه اندکی در گرجستان نیز از دین مسیحیت به اسلام روی آوردند.
لازهای ترکیه به دو گروه اصلی تقسیم می‌شوند. یکی لازهای بومی استان‌های شرقی ترکیه در کرانه دریای سیاه که پیش‌تر لازستان نامیده می‌شد (اکنون استان‌های ریزه و آرتوین) و گروه دیگر لازهایی هستند که در قرن نوزدهم میلادی از روسیه گریختند و در آداپازاری، ساپانجا، یالووا و بورسا در مناطق غرب و شرق دریای سیاه و مرمره ساکن شدند. لازها به زبان لازی سخن می‌گویند که مانند گرجی از زبان‌های کارتولی محسوب می‌شود. هویت لازها در گرجستان تا حد زیادی با هویت گرجی یکسان شده‌است و اصطلاح لاز در گرجستان بیشتر به معنی منطقه‌ای آن اشاره دارد که اصولاً منطقه آجاریا را در بر می‌گیرد.
در سال ۱۹۷۰ میلادی جمعیت لازها ۲۰۲ هزار نفر تخمین زده شده بود که ۲۰۰ هزار نفر در ترکیهو ۲ هزار نفر در گرجستان ساکن بودند. در تخمین‌های سال‌های اخیر جمعیت آن‌ها در ترکیه بین ۵۰۰٬۰۰۰ تا ۱٬۶۰۰٬۰۰۰ میلیون نفر متغیر بوده‌است.   